# August Zawisza
August Zawisza, także August Czarny-Zawisza i August Zawisza Czarny, właśc. August Władysław Emil Czarny-Zawisza z Soboty herbu Przerowa (ur. 4 czerwca 1814 w Kopcu koło Soboty, zm. 20 czerwca 1889 w Krakowie) – szlachcic, ziemianin, właściciel dóbr ziemskich – Sobota, Marysin, Arturówek, Bałuty Nowe i Łagiewniki Nowe, członek Towarzystwa Rolniczego w Królestwie Polskim.

## Życiorys
Zawisza był synem Cypriana Jana Józefa Antoniego Czarnego-Zawiszy z Soboty h. Przerowa (1776–1827) i jego żony Marianny Karnkowskiej z Karnkowa herbu Junosza (1786–1853). Jego dziadkiem był Wincenty Zawisza – właściciel dóbr sobockich, szambelan króla Stanisława Augusta Poniatowskiego. Dobra Sobockie przeszły następnie na ojca Augusta Zawiszy – Cypriana, który następnie przekazał je swojemu synowi bratu Augusta – Arturowi Zawiszy, straconemu za działalność patriotyczną i uczestnictwo w powstaniu listopadowym, któremu władze carskie skonfiskowały majątek. August Zawisza wykupił majątek, który na fundamentach starych zabudowań wybudował neogotycki pałacyk.

### Powstanie Marysina i Arturówka i Łagiewnik
W 1845 August Zawisza podjął się parcelacji dóbr swojej matki – Łagiewnik i Bałut. Rozpoczął wycinkę lasu w sąsiedztwie miejscowości poszerzając grunty rolne. Od strony miejscowości Bałuty utworzył folwark Nowiny (obszar obecnie znajdujący się w kwartale ulic: Inflanckiej, Marysińskiej, Kolińskiego i Gibalskiego), później nazywając ten obszar Marysinem od imienia swojej córki Marii Zawiszy, zwanej Marysią (ur. 1859). Z części północnej rozparcelowanego obszaru powstał folwark Arturów (późn. Arturówek), którego nazwa została nadana w celu upamiętnienia zmarłego brata. W 1854 po śmierci matki Zawisza odziedziczył Łagiewniki, w 1864 zakładając w nich kolonię czynszową Łagiewniki Nowe.

### Powstanie Bałut Nowych
W latach 50. XIX w. Zawisza podjął się założenia osady fabrycznej – Bałuty Nowe, wzorem okolicznych miejscowości, takich jak Konstantynów, Ozorków czy Aleksandrów. Upoważnił on Macieja Jarmolińskiego, Nadleśnego Lasów Rządowych Leśnictwa Wyszków, do rozkolonizowania osadnikom swoich terenów, który 22 października 1857 roku zawarł z Ickiem Bławatem i Ickiem Birencwajgiem, handlarzami i właścicielami domów na Starym Mieście, akt kolonizacyjny, czyniąc ich administratorami ziem. Centralnym punktem osady został Rynek Bałucki. Sprzedaż gruntów postępowała dynamicznie, a rozwój osady przypieczętowało utworzenie wsi Bałuty Nowe 18 czerwca 1875.

### Utrata majątku
W związku z zaangażowaniem Zawiszy w powstanie styczniowe władze carskie nałożyły na niego kontrybucje, co zmusiło go do poszukiwania nowych dochodów. W związku z brakiem możliwości opłacenia zaciągniętych kredytów Towarzystwo Kredytowe wystawiło część jego majątku na licytację. W związku z powyższym Zawisza w latach 80. XIX w. wyprzedał prawa pierwokupu resztek ziem, które dwór zachowywał dla siebie, oraz pozwolenie na wykup nieruchomości wieczystowo-czynszowych na własność, co jednak nie pozwoliło na spłatę jego długów, zaciągniętych na bałuckiej hipotece. Bałuty Nowe zostały zlicytowane przez sąd okręgowy, a ich nabywcami zostali jego córka: Helena Narzymska z Zawiszów oraz Aleksander Małachowski. W 1888 część majątku Zawiszy została zlicytowana i sprzedana Juliuszowi Heinzelowi, w tym m.in. Arturówek i Marysin, który m.in. rozwinął folwark Marysin w wielkoobszarowe gospodarstwo rolne, z czasem rozparcelowane i przekształcone w osiedle.
W 1890, po śmierci Zawiszy pałacyk w Sobocie nabył Artur Stokowski wraz z żoną, zakładając w jego otoczeniu park w stylu angielskim. W 1927 majątek został kupiony przez Wiktora i Bognę Przegalińskich, którzy utworzyli hodowlę koni arabskich, a po II wojnie światowej majątek podzielono pomiędzy PGR a stadninę koni, pałacyk przekształcając w dom mieszkalny.

### Życie prywatne
Żoną Augusta Zawiszy była Honorata Zalewska (1826–1883), córka urzędnika Królestwa Polskiego – Tomasza Zalewskiego oraz Heleny z d. Borzęckiej.
August Zawisza miał 4 dzieci:
- Marię Czarną-Zawiszę (ur. 1856–1882), żonę Krzysztofa Emila Mieroszewskiego(inne języki) – publicysty i działacza Katolickiego[1][11],
- Jadwigę Antoninę Czarną-Zawiszę (ur. 1859), żonę Jana Piusa Ziemięckiego,
- Helenę Czarną-Zawiszę (ur. 1857), żonę Leona Narzymskiego[1][3],
- Artura Tomasza Czarnego-Zawiszę (ur. 1854)[1][12][3].

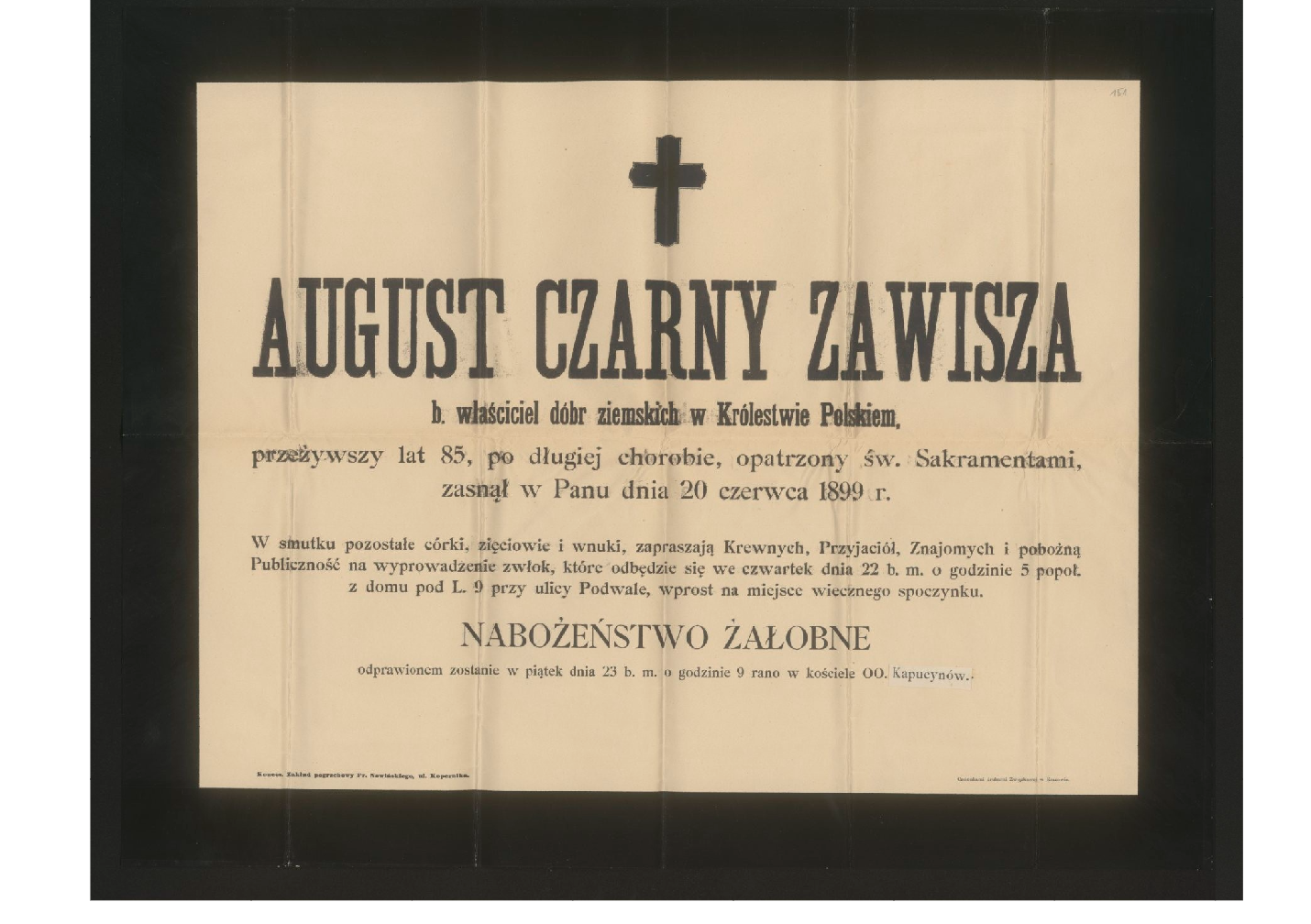
Nekrolog Augusta Zawiszy Czarnego

Zawisza zmarł 20 czerwca 1889 w Krakowie, gdzie został pochowany na cmentarzu Rakowickim (kwatera Ł, rząd płn.).

## Upamiętnienie
Do 1920 na Bałutach istniała ul. Zawiszy – była jedną z pierwszych pięciu ulic wytyczonych przy zakładaniu osady fabrycznej Bałuty Nowe i nadana na cześć jej właściciela Augusta Zawiszy. Z czasem przez mieszkańców została przekształcona w ulicę Zawiską, następnie Zawadzką, do czego miało przyczynić się skojarzenie z nazwą ulicy w ówczesnym centrum Łodzi. Jednocześnie w dokumentach sprzedaży ulica funkcjonowała pod każdą z powyższych nazw, a dodatkowo w dokumentach żydowskich jako Zawisze gass, a w rosyjskich Zawisskaja. Uchwałą Rady Miejskiej w Łodzi z 18 maja 1920 jako patrona ulicy przyjęto Zawiszę Czarnego.